# اتنا (کالیفرنیا)
اتنا (به انگلیسی: Etna) شهری در شهرستان سیسکیو ایالت کالیفرنیا است که در سرشماری سال ۲۰۱۰ میلادی، ۷۳۷ نفر جمعیت داشته است.